# Teredorus flavistrial
Teredorus flavistrial är en insektsart som beskrevs av Zheng, Z. 2006. Teredorus flavistrial ingår i släktet Teredorus och familjen torngräshoppor. Inga underarter finns listade i Catalogue of Life.